# Antipetelia
Antipetelia là một chi bướm đêm thuộc họ Geometridae.